# Hydra Technologies de México
Hydra Technologies es una empresa mexicana que desarrolla, fabrica y opera sistemas, equipos y servicios de vigilancia aéreos no tripulados, los cuales son utilizados en operaciones estratégicas de protección civil en casos de desastres naturales;  seguridad pública y nacional; así como en aplicaciones para el sector agrícola, hidrológico y medio ambiente, entre otras.

## Trayectoria
Con sede en Jalisco, México, Hydra Technologies fue fundada en el año 2005.
Desde su creación, ha desarrollado 11 modelos de sistemas aéreos no tripulados (UAS, por sus siglas en inglés) con un acumulado de más de 100 mil horas de vuelo. 

## Modelos
Los modelos, incluido su año de lanzamiento, son:
| MODELO | NOMBRE         | AÑO       |  |
| ------ | -------------- | --------- |  |
| S-2    | Manta          | Prototipo |  |
| S-3    | Gavilán        | 2007      |  |
| G-1    | Guerrero       | 2009      |  |
| S-4    | Ehécatl        | 2009      |  |
| E-2    | Colibrí        | 2010      |  |
| S-45   | Báalam         | 2014      |  |
| G-2    | Guerrero       | 2016      |  |
| S-50   | Kukulkán       | 2018      |  |
| G-3    | Super Guerrero | 2020      |  |
| S-55   | Ares           | 2020      |  |

De estos modelos, siguen en producción: S-45, S-4, G-3, G-2 y G-1. En tanto, el modelo S-50 Kukulkán* y el S-55 Ares* se encuentran en periodo de pruebas. 

## Usos y aplicaciones
Las aeronaves no tripuladas de Hydra Technologies son utilizadas por corporaciones de protección civil, seguridad  y gobiernos locales. Con los UAS de Hydra, por ejemplo, se pueden obtener imágenes en tiempo real en casos de emergencia para evaluar daños, identificar zonas siniestradas y agilizar labores de auxilio a la población afectada.
Algunas de las operaciones estratégicas en las que se utilizan, son:
- Detección de incendios forestales
- Monitoreo de inundaciones y desastres naturales como sismos, huracanes y tormentas tropicales
- Patrullajes de vías de comunicación
- Seguridad portuaria y fronteriza
- Monitoreo y detección de tala ilegal
- Apoyo en acciones de control de plagas en cultivos
- Monitoreo de grandes obras de infraestructura
- Combate al robo de autotransportes
- Vigilancia de las líneas de energía eléctrica

## Tecnología
Con tecnología 100% mexicana, las aeronaves y sistemas de Hydra se desarrollan bajo estándares JARUS (Joint Authorities for Rulemaking of Unmanned Systems), un grupo conformado por organizaciones regionales de seguridad de la aviación de 63 países.
Los sistemas de Hydra son diseñados y construidos en México, al igual que su mantenimiento. Su tecnología y plataformas no tripuladas han sido reconocidas por distinguidas asociaciones, incluyendo la Asociación Internacional de Vehículos No Tripulados (AUVSI).
Los UAS de Hydra están equipados con sistemas de cámaras de última generación que envía video en tiempo real; realizan seguimiento automático, fijación de puntos GPS, detección de objetivos múltiples; súper zum hasta 130X y están diseñadas para operar de día o noche y en zonas geográficas de difícil acceso.

## Reconocimientos
La empresa cuenta con reconocimientos nacionales e internacionales:

✔ Premio en el 2007, “AL AUBE”, Outstanding Contributor Award por la Asociación Internacional de Vehículos No Tripulados (AUVSI).
✔ También ha recibido premio por su diseño, innovación y avance tecnológico, por parte de CIAM, el Galardón Da Vinci (2008), Contribución en la Ciencia y tecnología de México por el Gobierno de Jalisco y COECYT (2008), Innovación Tecnología de parte de la CANIETI (2010)y el de  Innovación para Competitividad en México por CONACYT (2009).
✔ En la exposición aérea FAMEX en 2017 Hydra recibió el Reconocimiento al Mérito Tecnológico Aeroespacial.

## Presencia Internacional
La empresa cuenta con reconocimientos nacionales e internacionales:
✔ Salón Internacional de la Aeronáutica y el Espacio de Paris. Le Bourget (2017, 2019, 2011, 2015)
✔ Salón Aeronáutico de Farnborough, Inglaterra (2008, 2010, 2022)
✔ Association for Unmanned Vehicle Systems International (AUVSI) Washington D. C. (2004, 2007, 2008)

## Presencia Nacional
La empresa cuenta con reconocimientos nacionales e internacionales:
✔ Feria Aeroespacial México FAMEX: 2015, 2017, 2019 y en septiembre de 2021.